# Pangbourne
Pangbourne – miejscowość w Wielkiej Brytanii, w Anglii, w hrabstwie Berkshire, położona nad ujściem rzeki Pang do Tamizy.
Na terenie miejscowości znaleziono ślady osadnictwa rzymskiego, a pierwsza wzmianka w źródłach pisanych pochodzi z IX w. W czasach normańskich Pangbourne było własnością duchowną. W XII w. zbudowany został istniejący do dzisiaj kościół św. Jakuba.
W 2000 r. w Pangbourne królowa Elżbieta II otworzyła kaplicę poświęconą poległym w wojnie o Falklandy.